# Dominique Lemoine
Dominique Lemoine (ur. 12 marca 1966 w Tournai) – belgijski piłkarz grający na pozycji ofensywnego pomocnika. Był reprezentantem Belgii.

## Kariera klubowa
Swoją karierę piłkarską Lemoine rozpoczął w juniorach takich klubów jak FC Wiers (1976-1980) i francuski US Valenciennes (1980-1982). W sezonie 1982/1983 zadebiutował w pierwszym zespole Valenciennes w rozgrywkach trzeciej ligi francuskiej. W 1983 roku przeszedł do pierwszoligowego belgijskiego KV Kortrijk. Występował w nim do końca sezonu 1985/1986. Latem 1986 przeszedł do KSK Beveren, w którym występował przez dwa sezony. W 1988 roku został piłkarzem francuskiego drugoligowca, FC Mulhouse. W sezonie 1988/1989 awansował z nim do pierwszej ligi francuskiej. W Mulhouse grał do lata 1990 i wtedy też wrócił do KV Kortrijk. Występował w nim do 1992 roku.
Latem 1992 Lemoine przeszedł do drugoligowego Excelsioru Mouscron. W sezonie 1995/1996 wywalczył z nim awans z drugiej do pierwszej ligi Belgii.
W kwietniu 1997 Lemoine został zawodnikiem Espanyolu. Swój debiut w nim w Primera División zaliczył 4 maja 1997 w wygranym 3:0 domowym meczu z Realem Sociedad. W Espanyolu grał do końca 1997 roku.
Na początku 1998 roku Lemoine został piłkarzem Standardu Liège, w którym zadebiutował 22 lutego 1998 w zwycięskim 3:0 domowym spotkaniu z Eendrachtem Aalst. Latem odszedł z klubu, a w sezonie 1999/2000 był piłkarzem trzecioligowego RAEC Mons, w którym zakończył karierę.
| Sezon   | Klub               | Kraj      | Rozgrywki            | Mecze | Gole |
| ------- | ------------------ | --------- | -------------------- | ----- | ---- |
| 1982/83 | US Valenciennes    | Francja   | Championnat National | ?     | ?    |
| 1983/84 | KV Kortrijk        | Belgia    | Eerste klasse        | 3     | 0    |
| 1984/85 | KV Kortrijk        | Belgia    | Eerste klasse        | 21    | 0    |
| 1985/86 | KV Kortrijk        | Belgia    | Eerste klasse        | 29    | 8    |
| 1986/87 | KSK Beveren        | Belgia    | Eerste klasse        | 30    | 3    |
| 1987/88 | KSK Beveren        | Belgia    | Eerste klasse        | 12    | 0    |
| 1988/89 | FC Mulhouse        | Francja   | Ligue 2              | 12    | 1    |
| 1989/90 | FC Mulhouse        | Francja   | Ligue 1              | 16    | 0    |
| 1990/91 | KV Kortrijk        | Belgia    | Eerste klasse        | 21    | 2    |
| 1991/92 | KV Kortrijk        | Belgia    | Eerste klasse        | 20    | 3    |
| 1992/93 | Excelsior Mouscron | Belgia    | Tweede klasse        | 26    | 10   |
| 1993/94 | Excelsior Mouscron | Belgia    | Tweede klasse        | 25    | 13   |
| 1994/95 | Excelsior Mouscron | Belgia    | Tweede klasse        | 25    | 13   |
| 1995/96 | Excelsior Mouscron | Belgia    | Tweede klasse        | 23    | 4    |
| 1996/97 | Excelsior Mouscron | Belgia    | Eerste klasse        | 28    | 2    |
| 1996/97 | RCD Espanyol       | Hiszpania | Primera División     | 7     | 0    |
| 1997/98 | RCD Espanyol       | Hiszpania | Primera División     | 1     | 0    |
| 1997/98 | Standard Liège     | Belgia    | Eerste klasse        | 5     | 0    |
| 1999/00 | RAEC Mons          | Belgia    | Derde klasse         | 10    | 3    |

## Kariera reprezentacyjna
W reprezentacji Belgii Lemoine zadebiutował 11 lutego 1997 w przegranym 0:3 towarzyskim meczu z Irlandią Północną, rozegranym w Belfaście, gdy w 78. minucie zmienił Enzo Scifo. Grał w eliminacjach do MŚ 1998. W kadrze narodowej rozegrał 4 mecze, wszystkie w 1997 roku.